# Johannes Valentinus Andreae
Johannes Valentinus Andreae (17 de agosto de 1586-27 de junio de 1654) fue un teólogo luterano alemán, seguidor de Johann Arndt, y vivamente interesado a lo largo de toda su vida en la alquimia, el misticismo y el teatro.

## Biografía
Nacido en Wurtemberg en 1586, vivió no obstante durante toda su vida en Tubinga.
En 1616 publicó de forma anónima uno de los primeros Manifiestos Rosacruces, Las bodas alquímicas de Christian Rosacruz. Se trata de una novela repleta de simbolismo alquímico, en la que se narra el periplo que vive el mítico fundador de la Orden Rosacruz, Christian Rosenkreuz, que es invitado a presenciar las bodas de un rey y una reina. Estas bodas se desarrollan en un misterioso castillo y duran siete días, durante los cuales los protagonistas de la novela pasan por una serie de transformaciones destinadas a producir una regeneración espiritual.
Algunos autores contemporáneos a Andreae, como el alquimista Ratichius Brotoffer, intentaron interpretar y desvelar este simbolismo presentado en las Bodas alquímicas, que juzgaron excesivamente oscuro.
Años antes de la publicación de las Bodas alquímicas, cuando se publicó el primer Manifiesto Rosacruz, denominado Fama Fraternitatis (1614), Andreae propuso la creación de unas Societas Christianas con el supuesto propósito de preservar el conocimiento esotérico desvirtuado por la iglesia.

## Obra
- Compendium Mathematicum (1614)
- Chymische Hochzeit Christiani Rosencreutz Anno 1459, publicado anónimamente (1616)
- Menippus (1617)
- Invitatio Fraternitatis Christi (1617–1618)
- Peregrini in patria errores (1618)
- Reipublicae Christianopolitanae descriptio (1619)
- Turris Babel (1619)
- De curiositatis pernicie syntagma (1620)

## Edición en castellano
- Las bodas alquímicas de Christian Rosacruz: el texto fundamental de los Rosacruces. Barcelona: Ediciones Obelisco, 3a ed., 2004. ISBN 978-84-9777-092-7
- Cristianópolis, edición de Emilio García Estebánez. Madrid: AKAL, 2010. ISBN 978-84-460-3149-9; FCE, 2018. ISBN 978-607-16-5074-0